# Simiscincus aurantiacus
Simiscincus aurantiacus is een hagedis uit de familie skinken (Scincidae).

## Naam en indeling
De soort werd voor het eerst wetenschappelijk beschreven door Ross Allen Sadlier en Aaron Matthew Bauer in 1997. Ook de wetenschappelijke naam van het geslacht Simiscincus werd voor het eerst voorgesteld door deze biologen. Simiscincus aurantiacus is de enige soort uit het monotypische geslacht Simiscincus.
De skink wordt tot een apart geslacht gerekend omdat bepaalde anatomische kenmerken niet met andere skinken te vergelijken zijn. Zo heeft Simiscincus aurantiacus van alle skinken het hoogste aantal premaxillaire tanden, negentien in totaal. Simiscincus aurantiacus is waarschijnlijk verwant aan Graciliscincus shonae, die eveneens tot een monotypisch geslacht behoort.
De wetenschappelijke geslachtsnaam Simiscincus betekent vrij vertaald 'stompneus-skink'; simus = stompe neus en scincus = skink. Deze naam slaat op de brede, stompe snuitpunt van de skink in vergelijking met verwante soorten. De soortaanduiding aurantiacus betekent 'oranje' en slaat op de lichaamskleur, althans die van de buik.

## Uiterlijke kenmerken
De lichaamslengte exclusief de staart is ongeveer 8,5 centimeter. Het lichaam is langwerpig van vorm en enigszins afgeplat. De lichaamskleur is zeer donker tot bruin of lichtbruin, de flanken zijn donkerder. De onderzijde heeft een opvallende oranje kleur en is ongevlekt. De schubben zijn glad en ongekield, op het midden van het lichaam zijn 38 schubbenrijen aanwezig.
De snuitpunt is opvallend stomp. Rond de gehooropeningen zijn geen kleine lobjes aanwezig zoals bij verwante skinken voorkomen. De oogleden zijn beweeglijk, in het onderste ooglid is een half-doorzichtig venster aanwezig dat ongeveer 45% van de doorsnede van het oog beslaat.

## Verspreiding en habitat
De soort komt endemisch voor in Nieuw-Caledonië, een eiland dat de status heeft van Frans overzees gebiedsdeel. Het eiland ligt ten oosten van Australië. De hagedis komt voor in het zuidelijkste deel van het eiland, wat tevens het meest oostelijke deel is.
De habitat bestaat uit laaggelegen tot wat hoger gelegen tropische bossen. De skink leeft in de strooisellaag van het bos. De soort is bodembewonend en overdag actief, 's nachts wordt gescholen onder stenen en in spleten. Bij verstoring kan de hagedis zich met zigzaggende bewegingen van het lichaam snel uit de voeten maken.
Door de internationale natuurbeschermingsorganisatie IUCN is de beschermingsstatus 'veilig' toegewezen (Least Concern of LC).